# Гаврых-Руда
Гаврых-Руда (пол. Gawrych Ruda) — деревня в Сувалкском повете Подляского воеводства Польши. Входит в состав гмины Сувалки. По данным переписи 2011 года, в деревне проживало 329 человек.

## География
Деревня расположена на северо-востоке Польши, на западном берегу озера Вигры, на расстоянии приблизительно 10 километров к юго-востоку от города Сувалки, административного центра повета. Абсолютная высота — 154 метра над уровнем моря. К западу от Гаврых-Руды проходит национальная автодорога 8.

## История
В 1888 году в деревне Гаврих руда проживало 253 человека. В этноконфессиональном отношении большинство население деревни составляли поляки-католики (248 человек), остальные — евреи. В административном отношении деревня входила в состав гмины Гутта Сувалкского уезда Сувалкской губернии.
В период с 1975 по 1998 годы населённый пункт являлся частью Сувалкского воеводства.